# 謝國樑
謝國樑（1975年10月5日—），中華民國政治人物、企業家，中國國民黨籍，生於基隆市，現任基隆市市長，曾任三屆立法委員，並在2022年基隆市市長選舉中當選。

## 早年與商業生涯
謝國樑出身於經營基隆二信的三功集團謝氏家族，美國南加州大學社會系本科畢業，麻省理工學院科技管理學碩士、國立政治大學法律學碩士畢業。學成返國後進入基隆二信的關係企業─公誠證券，並創辦公誠電子券商，擔任總經理。曾任職謝清雲基金會執行長、艾森豪獎學金中華民國協會理事、基隆市合作事業協會理事主席、中華民國證券商同業公會理事、中國青年救國團基隆市團務指導委員會副主任委員。
2016年5月，謝國樑接任華聯國際多媒體董事長、《英文中國郵報》董事長；而華聯國際多媒體總監製謝寓靖即為謝國樑，代表作包括《想見你》、《六弄咖啡館》、《我的少女時代》，2019年9月卸任。2018年共同創立加密貨幣公司寶島金融，擔任首任CEO與董事，同年6月卸任。

## 從政
2004年立委選舉，劉文雄轉為不分區時，同時提拔謝國樑參選立法委員，謝國樑在基隆獲得第一高票進入立法院。立委任期內曾擔任中國國民黨立法院黨團書記長、國民黨中央政策會副執行長，曾兼任國民黨基隆市黨部主任委員。
2006年4月，謝國樑投效中國國民黨，使當時國民黨在立法院的席次增加至90席，親民黨則僅餘23席。2008年1月12日舉行的第七屆立法委員選舉，謝國樑成功連任。2015年2月21日，謝國樑表示因為謝立功未能當選基隆市市長，宣佈不競選連任。

## 政策立場

### 立法委員
推動基隆直達台北火車
2012年3月，為因應通勤族搭乘火車的需求，台鐵試辦基隆往臺北直達車。繼2012年成功增開一列自強號直達車後，後又增加三列次自強號以及九列次區間車加入上班時段基隆通勤疏運服務。
酒駕修法
2013年2月8日，馬英九總統高度關注酒駕問題，請謝國樑在立法院提案修法。謝國樑提出刑法及刑事訴訟法部分條文修正草案，將酒測值由現行0.55毫克涉違反公共危險罪，降到0.25毫克；另外，將酒測值超過標準者列為預防性羈押項目之一。
促成台鐵深澳線復駛
2015年3月，謝國樑爭取「台鐵最美臨海支線」深澳線復駛，台鐵深澳線是從瑞芳經八斗子到深澳，並延伸到水湳洞。謝委員促使台鐵103年復駛營運深澳支線，並爭取月台整建經費。
將情人湖、外木山、和平島公園納入國家風景區
爭取將情人湖、外木山以及和平島公園納入國家風景區，獲得行政院同意公告，設置遊客服務工作站，同時提升相關導覽設施。也協調台灣好行觀光巴士，將基隆納入路線景點。

### 基隆市市長
爭取增加台鐵基隆到南港的直達通勤班次
2022年12月，謝國樑和時任立委蔡適應共同會面協商爭取基隆到南港間加開直達車班次及自強號109車次增停南港。2023年1月，蔡適應回應謝國樑表示台鐵無法再加開班次，但仍於同年3月初幫忙協調台鐵自強號109車次增停南港。3月13日起台鐵自強號109車次增停南港，謝國樑對時任臺灣鐵路管理局局長杜微及洪孟楷、邱臣遠、蔡適應跨黨派促成表達感謝。
基隆捷運
謝國樑對於基隆捷運興建費用上基隆市政府分攤的額度提高到61.65億表達不滿，並表示基隆只是一般公司上班族，硬要一個上班族買保時捷又不能分期付款。謝國樑提出基捷八堵-基隆段可從八堵車站轉往麥金路行駛，再找路廊進入市區，多一條有運量的新路線並且可分流，並免除捷運和鐵路二選一及解決安樂區民眾通勤問題。

### 於國門廣場興建摩天輪
2023年基隆觀光及城市行銷處編列2,300萬元預算打造「基隆港景兒童樂園」，謝國樑在2024年1月受訪時表示，將興建40-60米的摩天輪於國門廣場並追加編列建設預算。，此舉也成為山海公民拆樑行動發起罷免謝國樑的理由之一。

### 贈送GOGORO電動機車
2022年11月26日，謝國樑當選第十九屆基隆市市長。其競選期間提出「免費送就業青年Gogoro電動機車」政策，但卻在2023年2月宣布是四萬元等級的電動機車進而引發民怨。後續謝國樑回應已有廠商表達合作意願。
2024年3月中2024年基隆市市長謝國樑罷免案連署啓動後，謝市府釋出新的「公益青年就業電動機車補助計畫」將青年上修至45歲、取消公益時數及汰舊換新等限制，引起市議員質疑行政流程有問題。

## 爭議

### 寶島金融ICO募資詐騙案
2018年與藝人黃立成等人共同創立区块链資產管理平台「寶島金融（Formosa Financial）」，寶島金融在一年內進行了兩輪融資，共募得當時市值約為7.4億新台幣的44,000顆以太幣，寶島金融當時向投資者承諾平台發行的寶島金融區塊鏈代幣（FMF）將首次代币发行（英語：Initial Coin Offering，簡稱ICO ），藉由「燒毀服務支付手續費的代幣」來穩定價值，且可以透過抵押代幣換取服務，然而ICO不久後寶島金融的錢包在沒有任何官方聲明的情況下被提取了22,000顆以太幣，項目方也開始漸漸減少更新與公告，導致FMF的價格大幅下跌，遭ZachXBT指讓投資人損失上百萬美元，臺灣最大區塊鏈社群「比特幣中文社團」曾貼文指出謝國樑不僅是項目共同創始人，也是當時項目的負責執行長，因此許多社群都要求謝國樑交代。謝國樑2022年基隆市市長競選辦公室表示捲款潛逃的是執行長Ryan Terribilini、技術長Lorne Lantz兩人，與謝國樑無關，謝國樑並未涉及相關金流，且在以太幣被挪用前，被寶島金融解雇。

### 謝國樑罷免案
2024年2月21日，因謝國樑上任基隆市市長後許多政見跳票、施政滿意度墊底、東岸商場爭議、三十年長約標案及臉書封鎖市民意見等行為，基隆公民組織「山海公民拆樑行動」正式成立，並於3月8日發動罷免提議書連署；4月8日送中央選舉委員會通過；7月8日完成第二階段送件，由基隆市選舉委員會發動謝國樑之罷免投票，10月13日正式投票，票選結果為罷免不通過。

### 代言人爭議
2023年，基隆市府通過1,200萬預算，採保密人選方式邀請藝人擔任城市代言人引起預算審核對決，2024年4月又因代言人出現次數少，引起代言人必要性之質疑。市府又於4月16日公布基隆要有「基隆政策推廣大使」是民眾黨前發言人楊寶楨，採限制性招標 132萬以自然人身份得標引起財政紀律之質疑，隨後楊寶楨在與謝國樑出席的第一場活動中，謝國樑誤以為蝙蝠是鳥而說出「蝙蝠產卵」爭議。

### 疑似論文抄襲
2022年9月，謝國樑遭爆料國立政治大學法律學研究所在職專班碩士論文疑似抄襲。根據系統iThenticate比對，檢視謝國樑論文相似度指數高達44%；而Turnitin抄襲比對系統，相似度指數也高達47%。謝國樑深夜社群媒體回應，論文都有註明出處，若要釐清事實就須送政大，樂意主動與學校聯繫釐清。

### 東岸廣場爭議

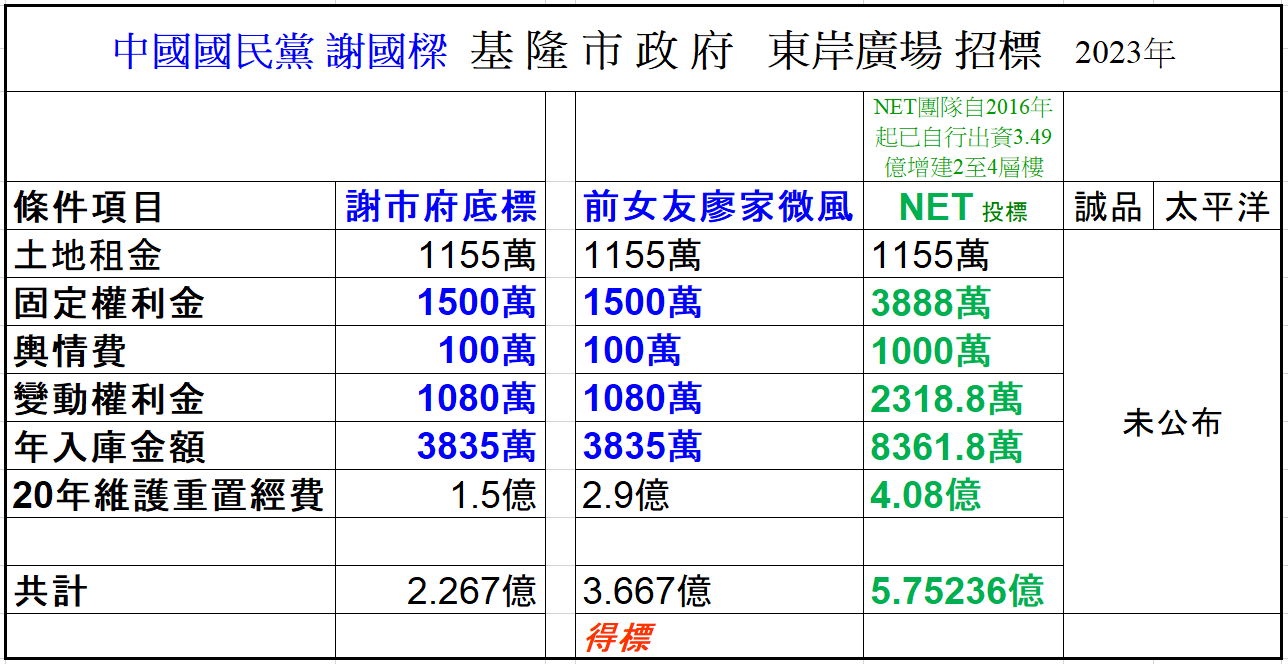
NET於2024.3.11公布謝國樑市政府東岸廣場招標數據

基隆市政府與服飾品牌NET在基隆東岸廣場上出現產權上的爭議。2016年，基隆市政府將基隆東岸廣場以OT模式（營運、移轉）交由大日開發公司經營，大日公司作為「二房東」再與NET簽約，並以減免租金方式協助NET興建2樓至4樓商場。2024年，基隆市政府重新公開招標，經評選後由微風集團得標取得經營權，同樣有投標NET不滿審議結果向財政部提出異議，但遭到財政部駁回。但部分網友與民進黨議員鄭文婷等質疑謝國樑圖利前女友廖曉喬家的微風廣場，因而引爆由山海公民拆樑行動發起罷免謝國樑行動。

### 二信連署罷免民進黨市議員
民進黨基隆市議會黨團表示，二信企業員工透露，市長謝國樑疑似動用家族關係發起連署罷免，罷免對象包含民進黨的3名議員，事後由基隆國民黨黨部主委吳國勝承認發動報復式罷免。

### 大罷免期間動用市政資源護航林沛祥
同屬國民黨的謝國樑，亦曾被指動用市政資源，護航林沛祥，被指違反行政中立。

### 立委出席率居當屆最低
根據公督盟統計，謝國樑於擔任第七屆立法委員時，僅有五成三的出席率，共應出席15次卻僅出席8次，出席率列居當屆立委末席。

## 選舉紀錄
| 年度 | 選舉屆數               | 選舉區               | 所屬政黨   | 得票數  | 得票率 | 當選標記 | 備註 |
| ---- | ---------------------- | -------------------- | ---------- | ------- | ------ | -------- | ---- |
| 2004 | 第六屆立法委員選舉     | 基隆市立法委員選舉區 | 親民黨     | 52,480  | 35.07% |          |      |
| 2008 | 第七屆立法委員選舉     | 基隆市立法委員選舉區 | 中國國民黨 | 98,926  | 67.79% |          |      |
| 2012 | 第八屆立法委員選舉     | 基隆市立法委員選舉區 | 中國國民黨 | 110,196 | 52.39% |          |      |
| 2022 | 第十九屆基隆市市長選舉 | 基隆市               | 中國國民黨 | 96,784  | 52.92% |          |      |

## 個人生活
基隆謝家的三功集團事業版圖涵蓋金融、紡織、運動休閒、教育及營建等多個領域，包括基隆市第二信用合作社、基隆市私立二信高級中學、大魯閣實業、華聯國際。其父謝修平曾任臺灣省議會第五屆議員、基隆市議會第十屆議員兼議長、第二屆國民大會代表、有限責任基隆市第二信用合作社理事主席；其母謝林曼麗為台玻創辦人林玉嘉獨女，現為大魯閣董事長；其兄謝國棟為大魯閣總經理。
2013年9月5日，與伊林模特兒國中薇結婚。

## 外部連結
- 謝國樑facebook粉絲團 （页面存档备份，存于）
- YouTube上的謝國樑頻道
- 謝國樑個人網站
- 謝國樑Instagram粉絲專頁
- 立法院 謝國樑委員簡介（页面存档备份，存于）

| 中華民國政府職務 | 中華民國政府職務                     | 中華民國政府職務 |
| ---------------- | ------------------------------------ | ---------------- |
| 基隆市政府       |                                      |                  |
| 前任： 林右昌    | 基隆市市長 第十九屆 2022年12月25日－ | 現任             |